# Dharma Productions
Dharma Productions Unip. Ltd., comumente conhecida e fazendo negócios como Dharma Productions, é uma empresa indiana de produção e distribuição de filmes fundada por Yash Johar em 1979. Foi assumido em 2004, após sua morte, por seu filho, Karan Johar. Com sede em Mumbai, produz e distribui principalmente filmes em hindi.
Em julho de 2016, foi lançado um novo setor da empresa chamado Dharma 2.0, que se concentra na produção de comerciais publicitários. Outra subsidiária do estúdio foi criada em novembro de 2018, chamada Dharmatic Entertainment, que produz conteúdo de cinema e televisão para plataformas de distribuição online.

## Dharmatic Entertainment
Em novembro de 2018, a Dharma Productions lançou uma nova subsidiária chamada Dharmatic Entertainment. Johar revelou que o foco da divisão seria desenvolver e produzir conteúdo digital para plataformas de distribuição online. Além disso, ele anunciou que ele e Apoorva Mehta, que também atua como diretor executivo da Dharma Productions, chefiariam a unidade em conjunto, com Somen Mishra (chefe de desenvolvimento criativo da empresa controladora) e a ex-jornalista Aneesha Baig, dirigir e supervisionar o conteúdo de ficção e não-ficção.
Em setembro de 2019, a Dharmatic Entertainment assinou um contrato de conteúdo exclusivo de vários anos com a Netflix India sob o qual o estúdio desenvolveria e produziria várias séries e filmes fictícios e não fictícios para a plataforma de streaming, que seriam lançados como originais.